# أوكسانتيل
أوكسانتيل oxantel طارد ديدان. وعادة ما يستخدم بشريا وحيوانيا كعلاج قياسي للديدان المعوية.
حاليا تتم تجربته لعلاج أمراض اللثة، عن طريق قبلية تثبيطه للفومارات رودكتاز.
فومارات رودكتاز هو انزيم تم العثور عليه في البكتيريا المسببة للأمراض في الجيوب اللثوية. هذه البكتيريا لديها القدرة على تحويل مكونات الدم إلى طاقة وقد تكون هذه البكتيريا خبيثة. تجوع هذه البكتيريا دون هذا الإنزيم. على هذا النحو، فإن دور أوكسانتيل باعتباره مثبط للفومارات رودكتاز يكون بقتل البكتيريا المسؤولة عن أمراض اللثة.

## المصدر
- موسوعة العلوم العربية